# Antonio González Sánchez

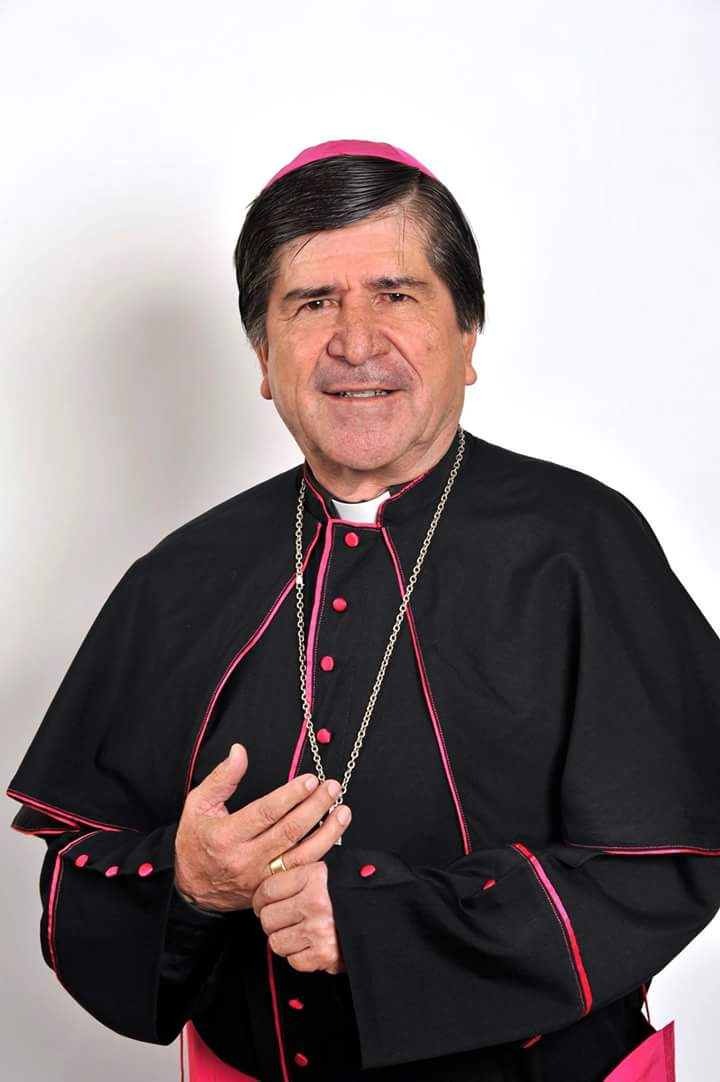
Antonio González Sánchez, 2015

Antonio González Sánchez (* 15. September 1947 in Amatlán de Jora, Mexiko) ist ein mexikanischer Geistlicher und emeritierter römisch-katholischer Bischof von Ciudad Victoria.

## Leben
Antonio González Sánchez empfing am 10. Juni 1973 das Sakrament der Priesterweihe.
Am 3. November 1995 ernannte ihn Papst Johannes Paul II. zum Bischof von Ciudad Victoria. Der Apostolische Nuntius in Mexiko, Erzbischof Girolamo Prigione, spendete ihm am 14. Dezember desselben Jahres die Bischofsweihe; Mitkonsekratoren waren der Erzbischof von Monterrey, Adolfo Antonio Kardinal Suárez Rivera, und der Erzbischof von Yucatán, Emilio Carlos Berlie Belaunzarán.
Papst Franziskus nahm am 30. März 2021 seinen vorzeitigen Rücktritt an.